# Trilogy (The Cure)
Trilogy è un DVD live dei Cure, uscito a giugno del 2003.

## Il video
Il doppio dvd, diretto da Nick Wickham, contiene l'esecuzione completa dal vivo dei tre album Pornography (1982), Disintegration (1989) e Bloodflowers (2000) in sequenza, che secondo Robert Smith costituiscono la "trilogia dark" del gruppo, al Tempodrom di Berlino.
(Robert Smith, dalla confezione di Trilogy)
Comprese nel disco come bonus tracks sono anche altre due canzoni prese da Kiss Me Kiss Me Kiss Me, If Only Tonight We Could Sleep e The Kiss, e varie interviste al gruppo.
Nella mente di Robert Smith, questa uscita doveva essere il "canto del cigno" della band, ormai, pare, prosciugata delle motivazioni per andare avanti. Per fortuna dei fans, così non è stato, grazie all'incontro, nel 2003, del cantante inglese con Ross Robinson, guru del nu-metal e futuro produttore dell'album che smentirà le idee di Smith, The Cure (2004).

## Tracce

### Disco 1
Pornography Set
1. One Hundred Years
2. A Short Term Effect
3. The Hanging Garden
4. Siamese Twins
5. The Figurehead
6. A Strange Day
7. Cold
8. Pornography
Disintegration Set
9. Plainsong
10. Pictures of You
11. Closedown
12. Lovesong
13. Last Dance
14. Lullaby
15. Fascination Street
16. Prayers For Rain
17. The Same Deep Water as You
18. Disintegration
19. Homesick
20. Untitled

### Disco 2
Bloodflowers Set
1. Out of This World
2. Watching Me Fall
3. Where the Birds Always Sing
4. Maybe Someday
5. The Last Day of Summer
6. There Is No If...
7. The Loudest Sound
8. 39
9. Bloodflowers
Encores Set
10. If Only Tonight We Could Sleep
11. The Kiss

Interviste

## Formazione
- Robert Smith - voce, chitarra, basso a sei corde
- Simon Gallup - basso, basso a sei corde
- Perry Bamonte - chitarra, basso a sei corde, tastiere
- Jason Cooper - batteria, percussioni
- Roger O'Donnell - tastiere, percussioni